# Melanophthalma ranongica
Melanophthalma ranongica es una especie de coleóptero de la familia Latridiidae.

## Distribución geográfica
Habita en Tailandia.